# Horní Jasenka
Horní Jasenka je velká vesnice, část města Vsetín, nachází se asi 2 km na sever od centra města. Je zde evidováno 323 adres a trvale zde v roce 2001 žilo 1239 obyvatel.
Horní Jasenka leží v katastrálním území Jasenka o rozloze 9,418 km2. Základní sídelní jednotky katastrálního území mají charakter urbanistických obvodů s odloučenými obytnými plochami. Protéká tudy potok Jasenka, přítok Vsetínské Bečvy.